# Cabeço das Cruzes
O Cabeço das Cruzes é uma elevação portuguesa localizada no concelho das Lajes do Pico, ilha do Pico, arquipélago dos Açores.
Este acidente geológico tem o seu ponto mais elevado a 305 metros de altitude acima do nível do mar. Nas imediações desta formação encontra-se o Cabeço da Escaleira, e da localidade dos Fetais.